# Vlag van Spiere-Helkijn
De vlag van Spiere-Helkijn werd door de gemeenteraad op 4 februari 1981 officieel vastgesteld als de gemeentelijke vlag van de West-Vlaamse gemeente Spiere-Helkijn. Op 25 juni 1981 werd hij door het koninklijk besluit bevestigd en uiteindelijk gepubliceerd op 3 oktober 1981 in het officiële Belgisch Staatsblad.
Officieel wordt de vlag beschreven als:
Rood met een wit kruis.
De rechte vlag uit het gemeentewapen komt uit het wapen van Rogier van Mortagne, de oudst bekende heer van Spiere (13e eeuw).

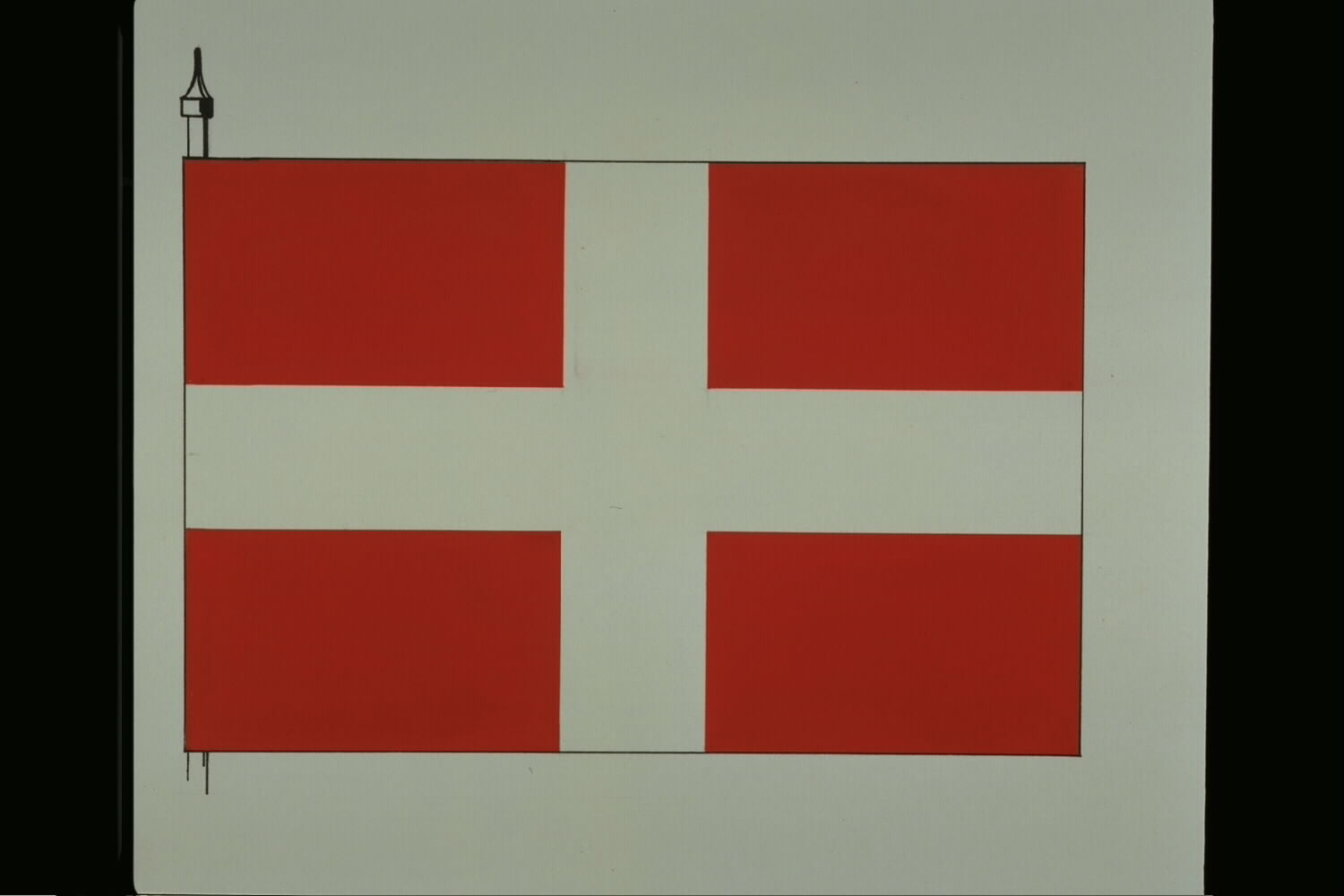
Officiële tekening van de vlag